# اسکار تیگرروس
اسکار تیگرروس (به انگلیسی: Oscar Tigreros؛ زادهٔ ۲۸ ژوئیهٔ ۱۹۹۷) یک کشتی‌گیر آزادکار اهل کلمبیا است. وی سابقه حضور در المپیک ۲۰۲۰ توکیو را دارد.